# Canoetes
Croses és un antic poble del terme comunal de Rodès, a la comarca del Conflent, de la Catalunya del Nord.
Està situat a la zona sud-est del terme de Rodès, al límit del terme. El seu emplaçament és avui dia del tot ocupat pel bosc, a prop del Coll de Canoetes.
L'alou de Canoetes, o Cases Novetes, està documentat des de l'any 1310.